# Phylloxera caryaepilula
Phylloxera caryaepilula är en insektsart som först beskrevs av Walsh 1867.  Phylloxera caryaepilula ingår i släktet Phylloxera och familjen dvärgbladlöss. Inga underarter finns listade i Catalogue of Life.